# Pongmjong állomás (1-es vonal)
Pongmjong (Bongmyeong) állomás a szöuli metró 1-es vonalának állomása Dél-Cshungcshong (Chungcheong) tartomány Cshonan (Cheonan) városában.

## Viszonylatok
| 1-es vonal                                  | 1-es vonal                                | 1-es vonal                                       |
| ------------------------------------------- | ----------------------------------------- | ------------------------------------------------ |
| Cshonan (Cheonan) Szojoszan (Soyosan ) felé | Csanghang (Janghang) szakasz személyvonat | Sszangjong (Ssangyong) Sincshang (Sinchang) felé |
| Korail                                      |                                           |                                                  |
| Cshonan (Cheonan) végállomás felé           | Csanghang (Janghang) vonal                | Sszangjong (Ssangyong) Ikszan (Iksan) felé       |